# Oxyopes acleistus
Oxyopes acleistus är en spindelart som beskrevs av Chamberlin 1929. Oxyopes acleistus ingår i släktet Oxyopes och familjen lospindlar. Inga underarter finns listade i Catalogue of Life.